# Особое упоминание Пулитцеровской премии
Особое упоминание Пулитцеровской премии (англ. Special Citations and Awards) — номинация Пулитцеровской премии, выделяющая выдающихся культурных и общественных деятелей, которые не могли быть отмечены ни одной из существующих номинаций. Премия вручается нерегулярно: с 1930 года особого упоминания были удостоены только 44 лауреата.  

## История
Пулитцеровская премия была учреждена американским журналистом и издателем Джозефом Пулитцером, завещание которого предусматривало четыре номинации в области журналистики, четыре — в категории за письма и драму, одну — в сфере образования, а также ряд стипендий. Впервые награда была присуждена 4 июня 1917 года только в четырёх номинациях: «За редакционный комментарий», «За репортаж», «За биографию или автобиографию», «За книгу по истории». В ходе развития награды список номинаций неоднократно обновлялся и изменялся.
Помимо номинаций в журналистике, литературе, театре и музыке с 1930 года существует отдельная номинация «Особое упоминание». Традиционно лауреатов предлагает жюри, но Совет премии также имеет право по своему усмотрению отметить организацию, выдающегося общественного или культурного деятеля. В отличие от других номинаций форму поощрения лауреатов определяет совет премии, в разные годы они вручали почётные пластины, медали, денежные вознаграждения, выносили благодарности, а также отмечали заслуги лауреатов специальными упоминаниями, не предусматривающими денежного поощрения или награждения призом. Исследователи премии разделяют номинацию по сферам деятельности призёров: журналистика, литература, исполнительские искусства, служение обществу. Премию вручают не ежегодно, а по случаю. Впервые она была присуждена журналисту Уильяму О. Дэппингу.
Кроме того, в разные годы в рамках других номинаций Совет премии также выделял особые награды. Например, в 1924 году жюри Пулитцеровской премии за редакционный комментарий отметило заслуги редактора Фрэнка И. Кобба посмертно. Приз в размере тысячи долларов был присуждён его вдове.

## Лауреаты

### Журналистика
| Год  | Лауреат                                           | Комментарий |
| ---- | ------------------------------------------------- | --- |
| 1930 | Журналист Уильям О. Дэппинг, Auburn Citizen       | «Специальный приз за репортажи, связанные с восстанием в Обернской тюрьме в декабре 1929 года». |
| 1938 | Еженедельная газета Edmonton Journal              | «Специальная бронзовая почётная пластина за ведущую роль редакции в движении против Акта о достоверных новостях и информации, за защиту свободы прессы в провинции Альберта, Канада». |
| 1941 | New York Times                                    | Специальное упоминание «за общественно-образовательную ценность международных новостных репортажей, представленную на примере выборки материалов, выдающегося стиля и навыка преподнесения информации, а также дополнения материалов справочной информацией, иллюстрациями и интерпретациями». |
| 1944 | Журналист и редактор Байрон Прайс                 | Специальное упоминание «за создание и администрирование кодов для газет и радио. (Байрон Прайс являлся директором Управления цензуры США во время Второй мировой войны)». |
| 1945 | Картографы, работающие в американской прессе      | Специальное упоминание «за карты военных действий, которые помогли заметно прояснить ситуацию на фронте и повысить общественную осведомлённость о прогрессе армейских подразделений и флота». |
| 1947 | Газета St. Louis Post-Dispatch                    | Специальное упоминание «за непоколебимую приверженность общественным и профессиональным идеалам основателя газеты, а также конструктивное лидерство в американской журналистике». |
| 1951 | Журналист Артур Крок, New York Times              | «Традиционно Совет Пулитцеровской премии не награждает кого-либо из своих членов. И в 1951 году жюри не присудило награду „За национальный репортаж“ Артуру Кроку за выдающееся эксклюзивное интервью с президентом Гарри Трумэном, опубликованное в New York Times в 1950 году, в то время как господин Крок входил в состав Совета». |
| 1951 | Журналист Сайрус Лео Сульцбергер, New York Times  | Специальное упоминание «за эксклюзивное интервью с архиепископом Степинацем». |
| 1952 | Редактор Макс Касе, New York Journal American     | Специальное упоминание «за эксклюзивные разоблачения взяточничества и других форм коррупции в популярном американском спорте — баскетболе, — что помогло восстановить уверенность в честности игры». |
| 1952 | Kansas City Star                                  | Специальное упоминание «за новостное освещение крупного регионального потопа 1951 года в Канзасе на северо-западе Миссури. Яркий пример редакторской и репортёрской работы, предоставивший информацию о развитии ситуации, что позволило достигнуть максимальной защиты общественности». |
| 1953 | New York Times                                    | Специальное упоминание «за воскресный раздел газеты „Обзор недели“ под редакцией Лестера Маркела, который в течение семнадцати лет представлял просвещённые и эрудированные комментарии своим читателям». |
| 1958 | Писатель Уолтер Липпманн, New York Herald Tribune | Специальное упоминание «за мудрость, восприятие и высокое чувство ответственности, с которыми он много лет комментировал национальные и международные дела». |
| 1964 | Медиа холдинг Gannett Newspapers                  | «Специальное упоминание программы „Дорога к интеграции“ — яркий пример использования ресурсов группы газет для дополнения материалов отдельных изданий». |
| 1978 | Журналист Ричард Ли Страут                        | Специальное упоминание «за выдающиеся комментарии из Вашингтона на протяжении многих лет в качестве штатного корреспондента Christian Science Monitor и сотрудника New Republic». |
| 1996 | Журналист Херб Кан, San Francisco Chronicle       | Специальное упоминание «за выдающийся и неустанный вклад в качестве рупора и совести города». |
| 2019 | Ежедневная газета Capital Gazette, Аннаполис      | «Особая благодарность журналистам, сотрудникам и редакции Capital Gazette в Аннаполисе, штат Мэриленд, за их смелый ответ на крупнейшее убийство журналистов в истории США в их редакции 28 июня 2018 года, а также за демонстрацию неослабевающей приверженности освещению новостей и служения сообществу во время невыразимого горя. (Награду дополнили финансовой помощью в размере ста тысяч долларов, которая предназначалась для содействия журналистской миссии газеты)». |
| 2020 | Журналистка Ида Белл Уэллс-Барнетт (посмертно)    | Специальное упоминание «за выдающиеся и смелые репортажи об ужасающем и жестоком насилии в отношении афроамериканцев в эпоху линчевания. Денежная награда в размере не менее 50 тысяч долларов направлена на поддержку миссии журналистки». |
| 2021 | Дарнелла Фрейзер                                  | Специальное упоминание «за смелую запись убийства Джорджа Флойда — видео, которое вызвало протесты против жестокости полиции по всему миру, а также подчеркнуло решающую роль граждан в журналистских поисках правды и справедливости». |

Лауреаты Особого упоминания Пулитцеровской премии. Журналистика
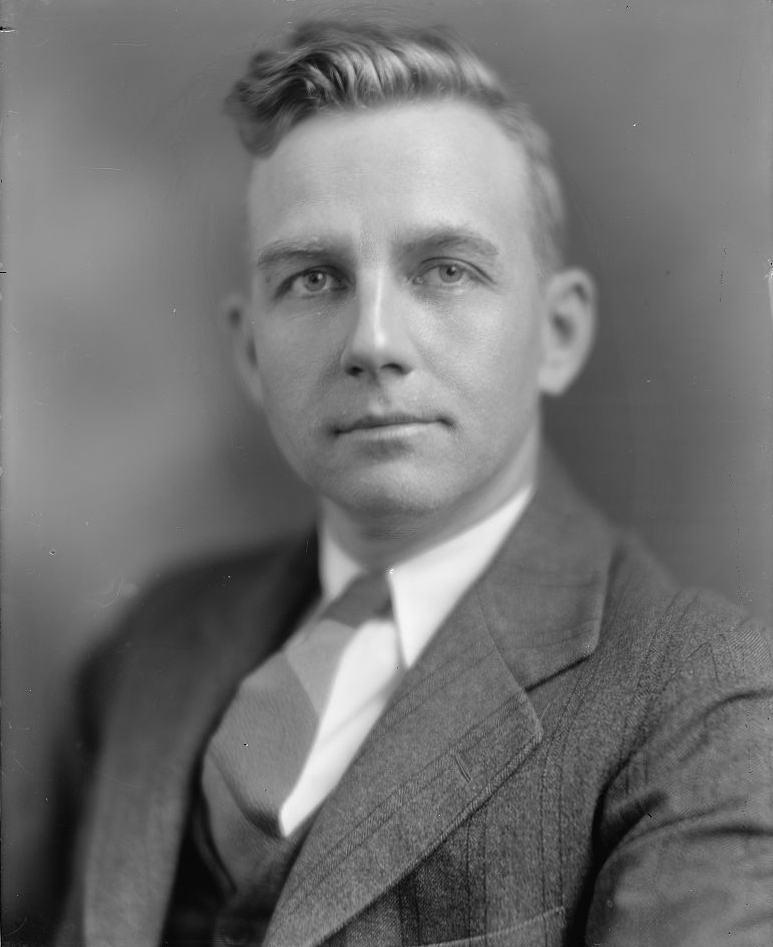
Байрон Прайс, первая половина XX века
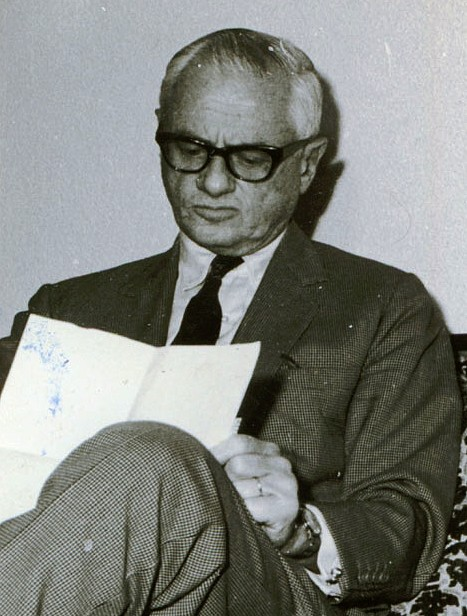
Сайрус Л. Сульцбергер, 1968 год
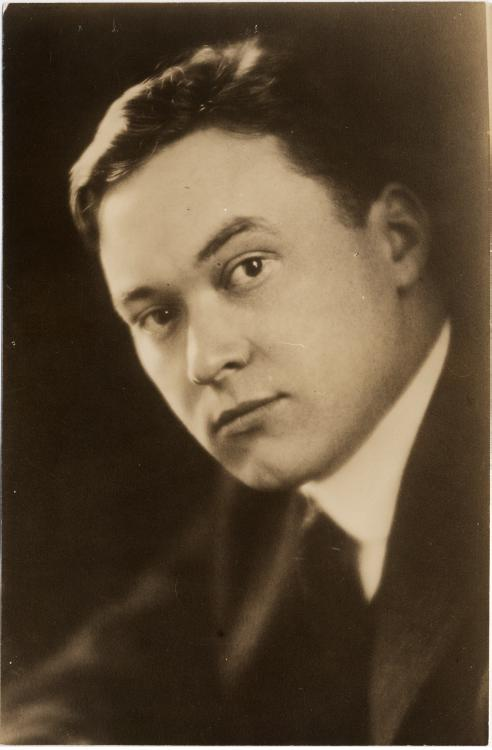
Уолтер Липпманн, 1914 год
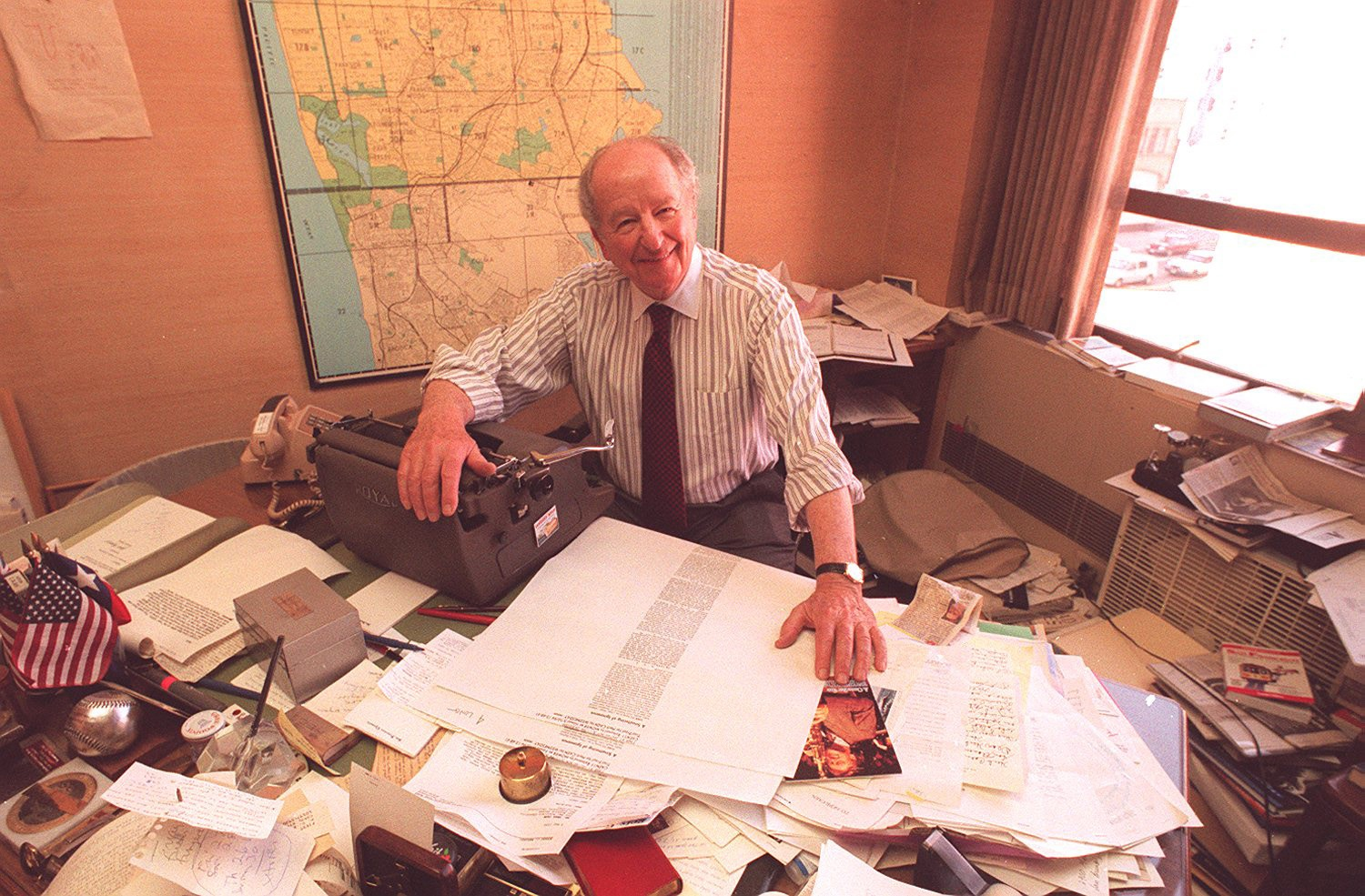
Херб Кан, 1994 год
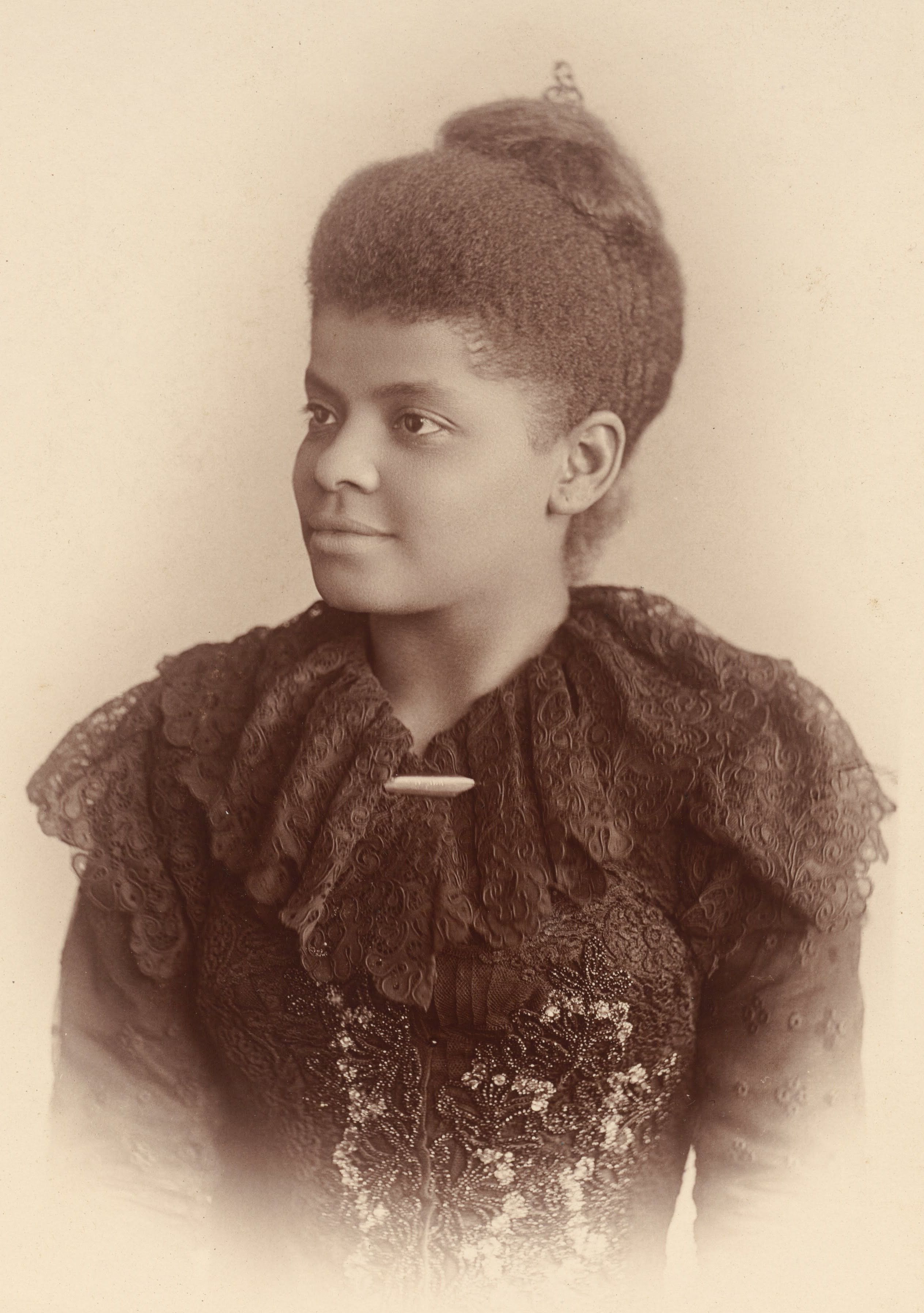
Ида Белл Уэллс-Барнетт, 1893 год

### Исполнительское искусство
| Год  | Лауреат                                           | Комментарий |
| ---- | ------------------------------------------------- | --- |
| 1944 | Композиторы Ричард Роджерс и Оскар Хаммерстайн II | Специальное упоминание «за мюзикл „Оклахома!“». |
| 1974 | Композитор Роджер Сешнс                           | Специальное упоминание «за работу выдающегося американского композитора на протяжении всей жизни». |
| 1976 | Композитор Скотт Джоплин (посмертно)              | «Специальная награда, присуждённая в год двухсотлетия США за вклад в американскую музыку». |
| 1982 | Композитор Милтон Бэббитт                         | Специальное упоминание «за работу выдающегося и плодовитого американского композитора на протяжении жизни». |
| 1985 | Композитор Уильям Говард Шуман                    | Специальное упоминание «за более чем полувековой вклад в американскую музыку в качестве композитора и лидера в сфере образования». |
| 1998 | Композитор Джордж Гершвин (посмертно)             | «Почтение памяти в столетний год рождения композитора. За выдающийся и неустанный вклад в американскую музыку». |
| 1999 | Джазовый композитор Дюк Эллингтон (посмертно)     | «Почтение памяти в столетний год рождения композитора в знак признания его музыкального гения, который эстетически передавал принципы демократии посредством джаза и, таким образом, внёс неизгладимый вклад в искусство и культуру». |
| 2006 | Джазовый композитор Телониус Монк (посмертно)     | «Специальное упоминание американского композитора за выдающиеся и инновационные музыкальные произведения, которые оказали весомое и продолжительное влияние на развитие джаза».                                                       |
| 2007 | Джазовый композитор Джон Колтрейн (посмертно)     | «Специальное упоминание композитора за мастерскую импровизацию, первоклассную музыкальность и первостепенное значение в истории джаза».                                                                                               |
| 2008 | Исполнитель Боб Дилан                             | Специальное упоминание «за значительное влияние на популярную музыку и американскую культуру отмеченное лирическими композициями необычайной поэтической силы».                                                                       |
| 2010 | Исполнитель Хэнк Уильямс (посмертно)              | Специальное упоминание «за мастерство автора песен, выражавшего чувства с проницательной простотой и игравшего ключевую роль в превращении музыки кантри в главную музыкальную и культурную силу в американской жизни».               |
| 2019 | Певица Арета Франклин (посмертно)                 | Специальное упоминание «за неизгладимый вклад в американскую музыку и культуру на протяжении более пяти десятилетий». |

Лауреаты Особого упоминания Пулитцеровской премии. Исполнительское искусство
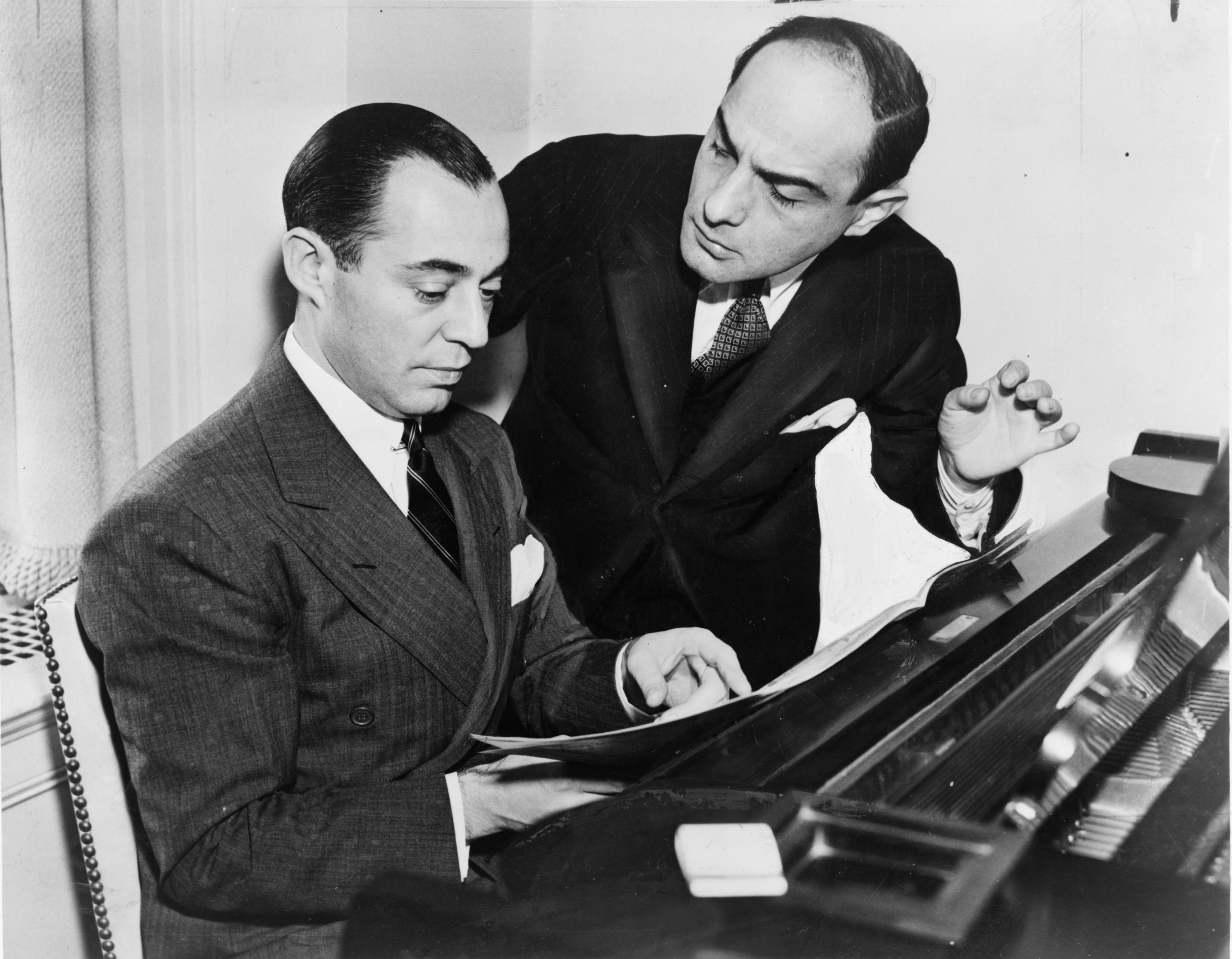
Ричард Роджерс и Оскар Хаммерстайн II, 1936 год
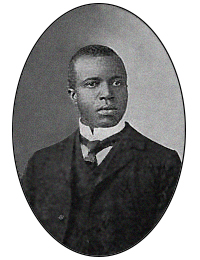
Скотт Джоплин, 1903 год
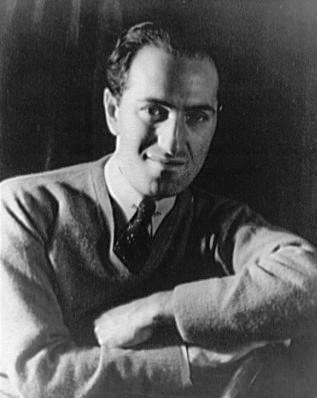
Джордж Гершвин, 1937 год
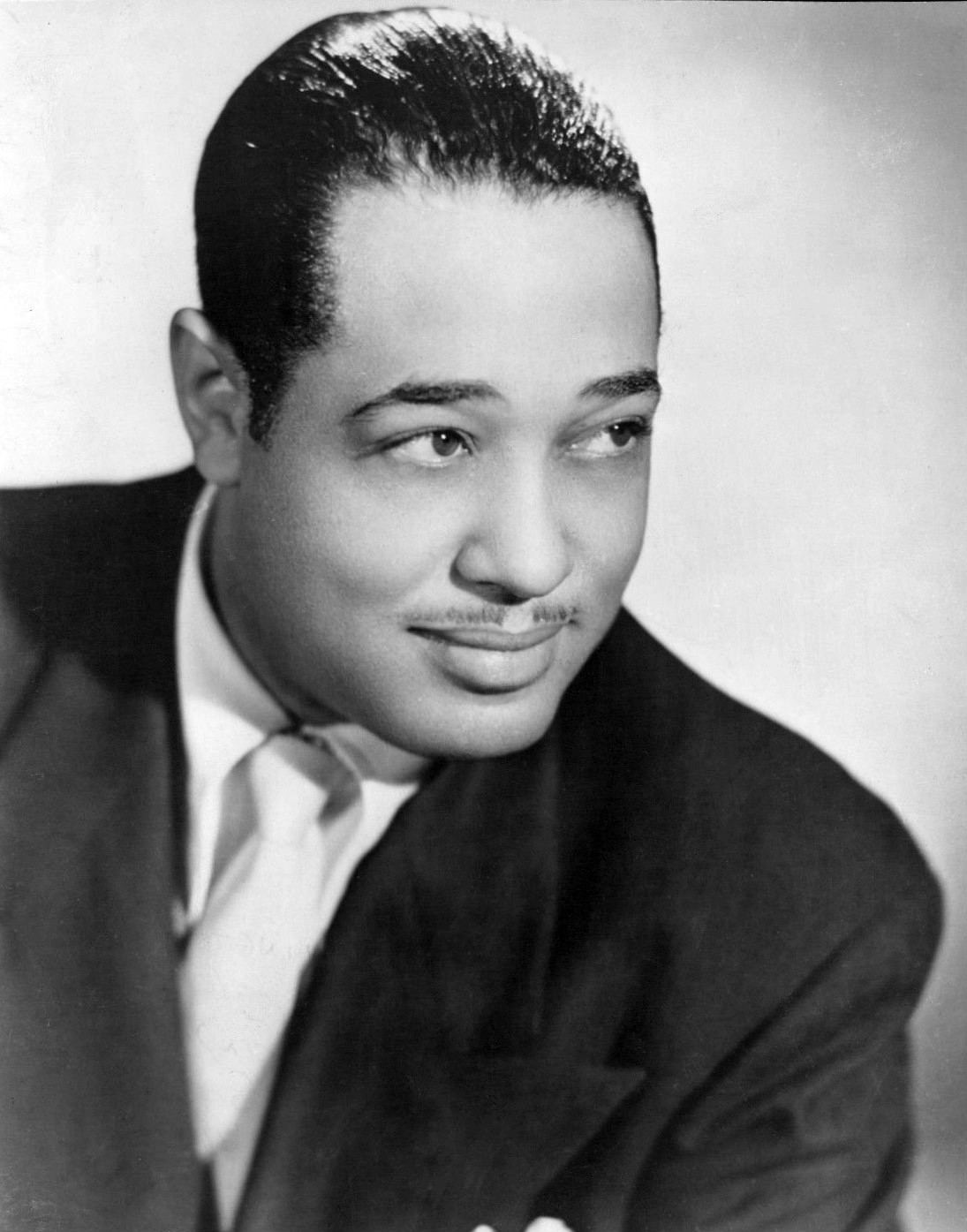
Дюк Эллингтон, 1946 год
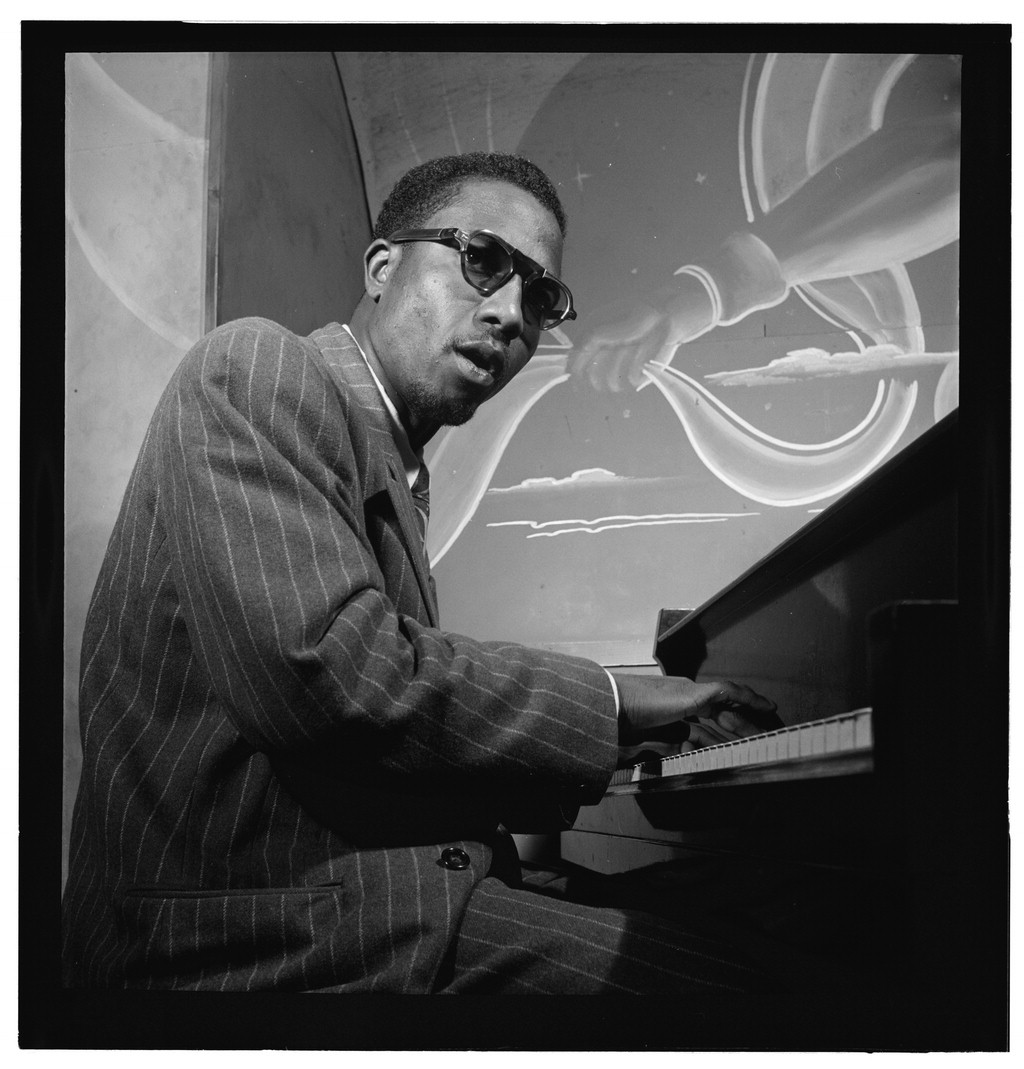
Телониус Монк, 1947 год
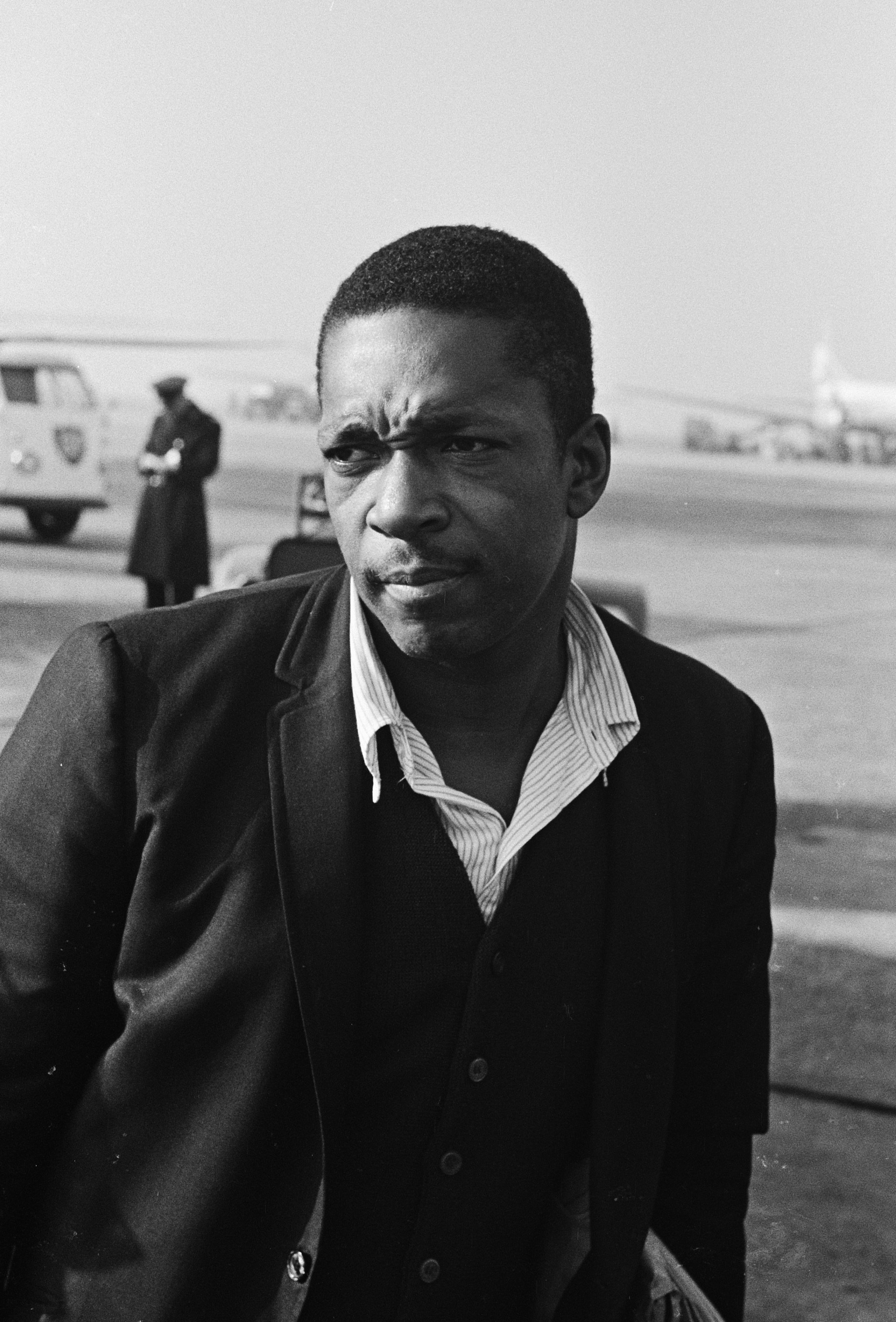
Джон Колтрейн, 1963 год
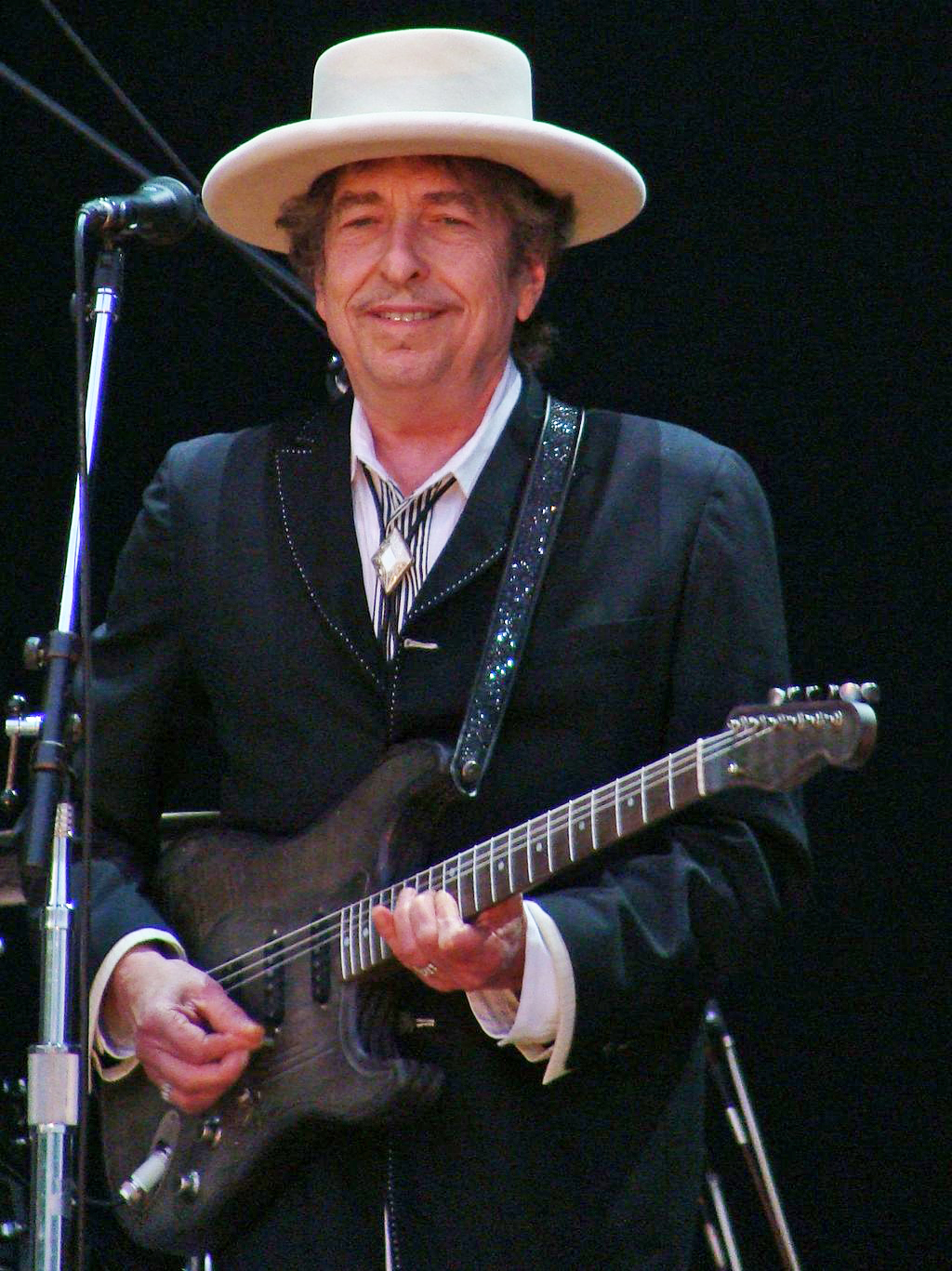
Боб Дилан, 2010 год
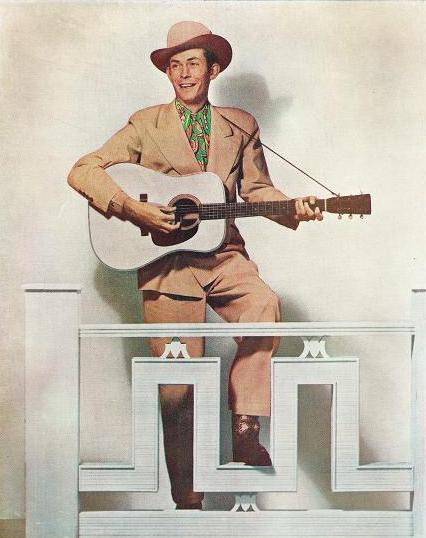
Хэнк Уильямс, 1951 год
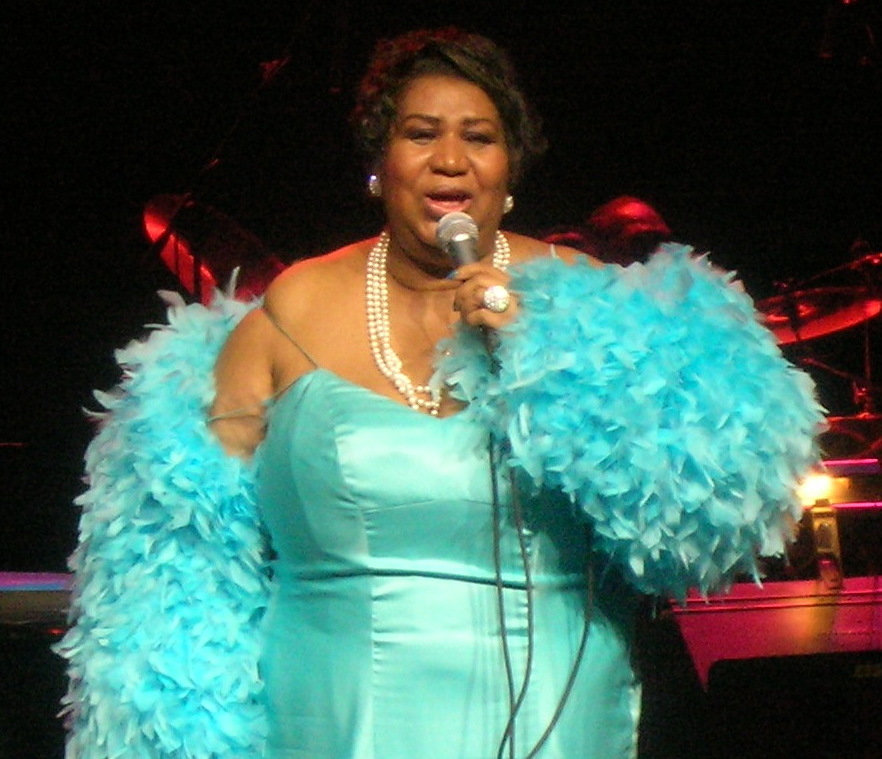
Арета Франклин, 2007 год

### Литература

Лауреаты и авторы литературных произведений, отмеченных Особым упоминанием Пулитцеровской премии
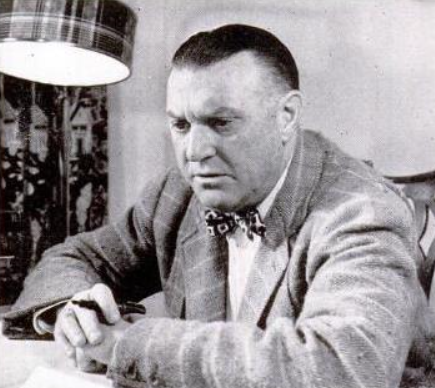
Кеннет Робертс, 1940 год
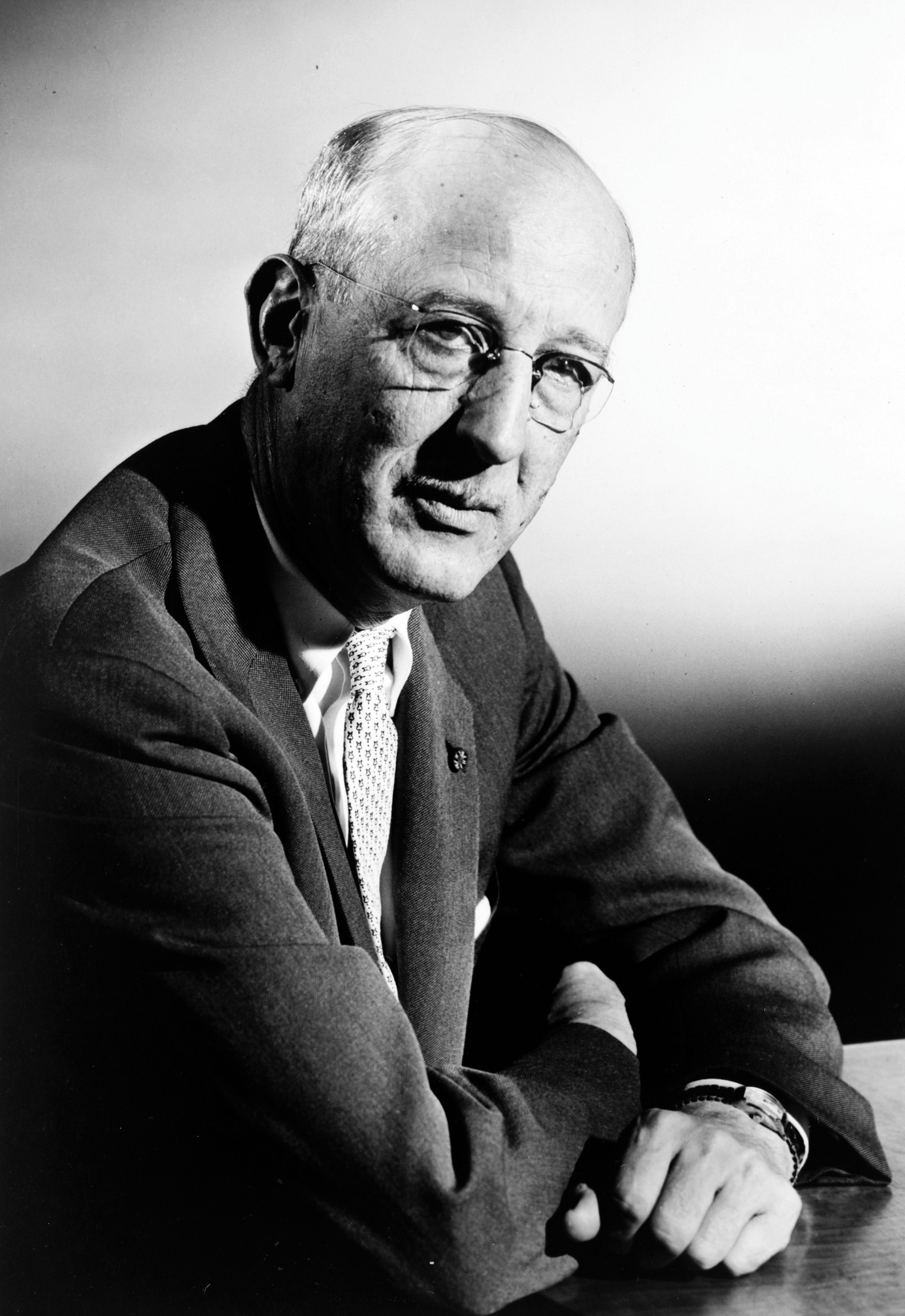
Брюс Каттон, 1960 год
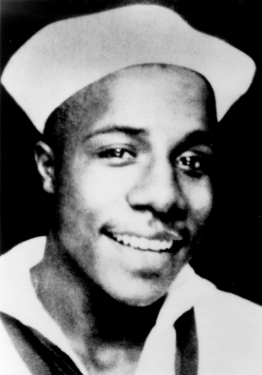
Алекс Хейли, 1921 год
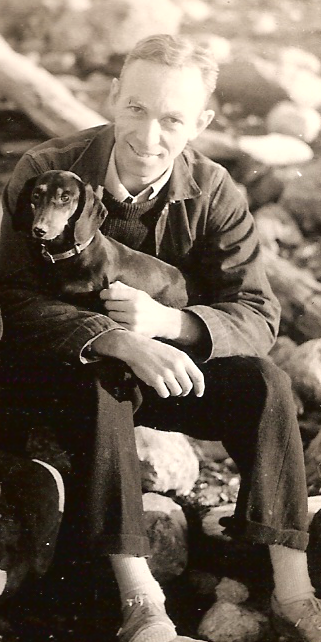
Элвин Уайт, 1945 год
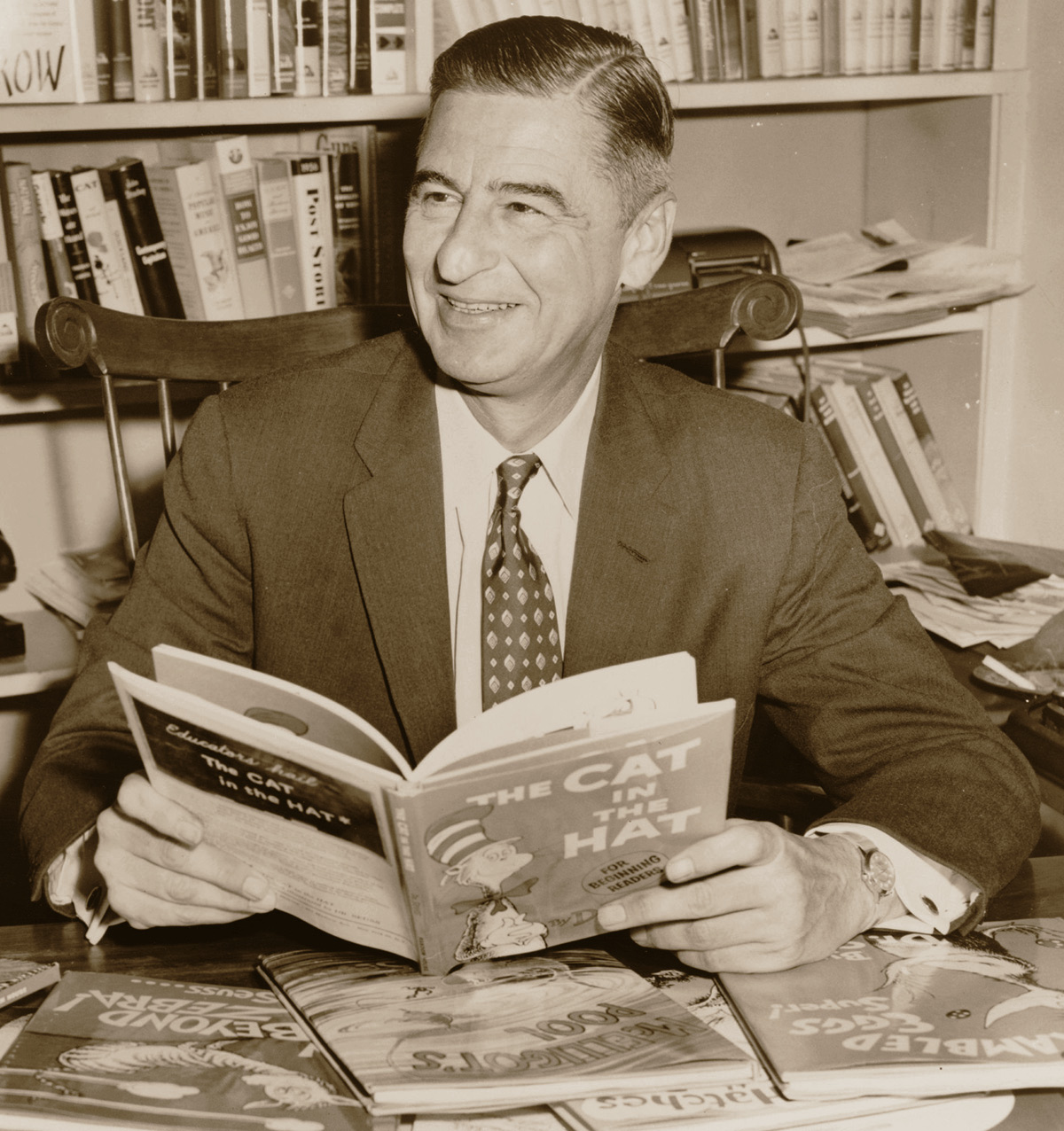
Теодор Сьюз Гайсел, XX век
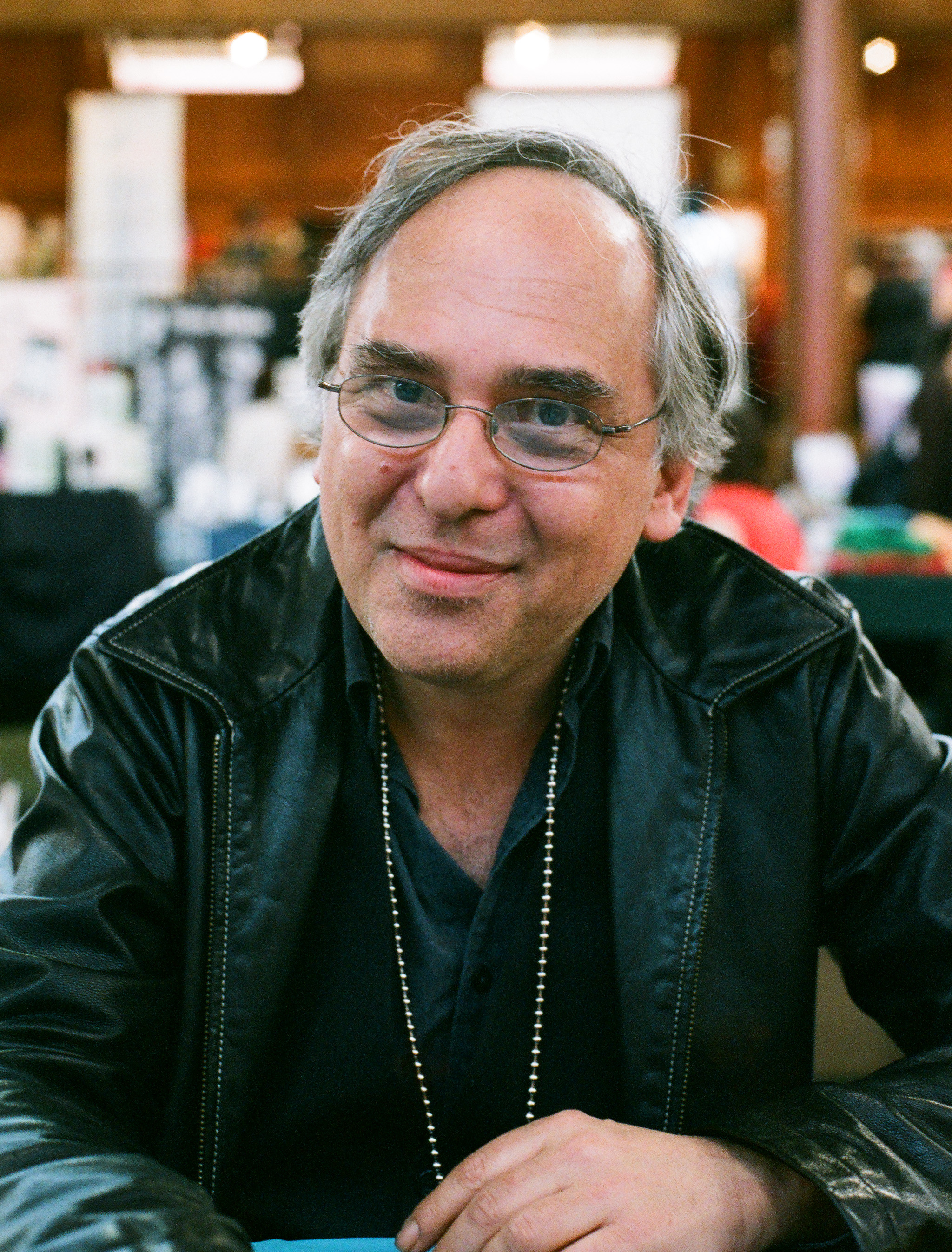
Арт Шпигельман, 2007 год
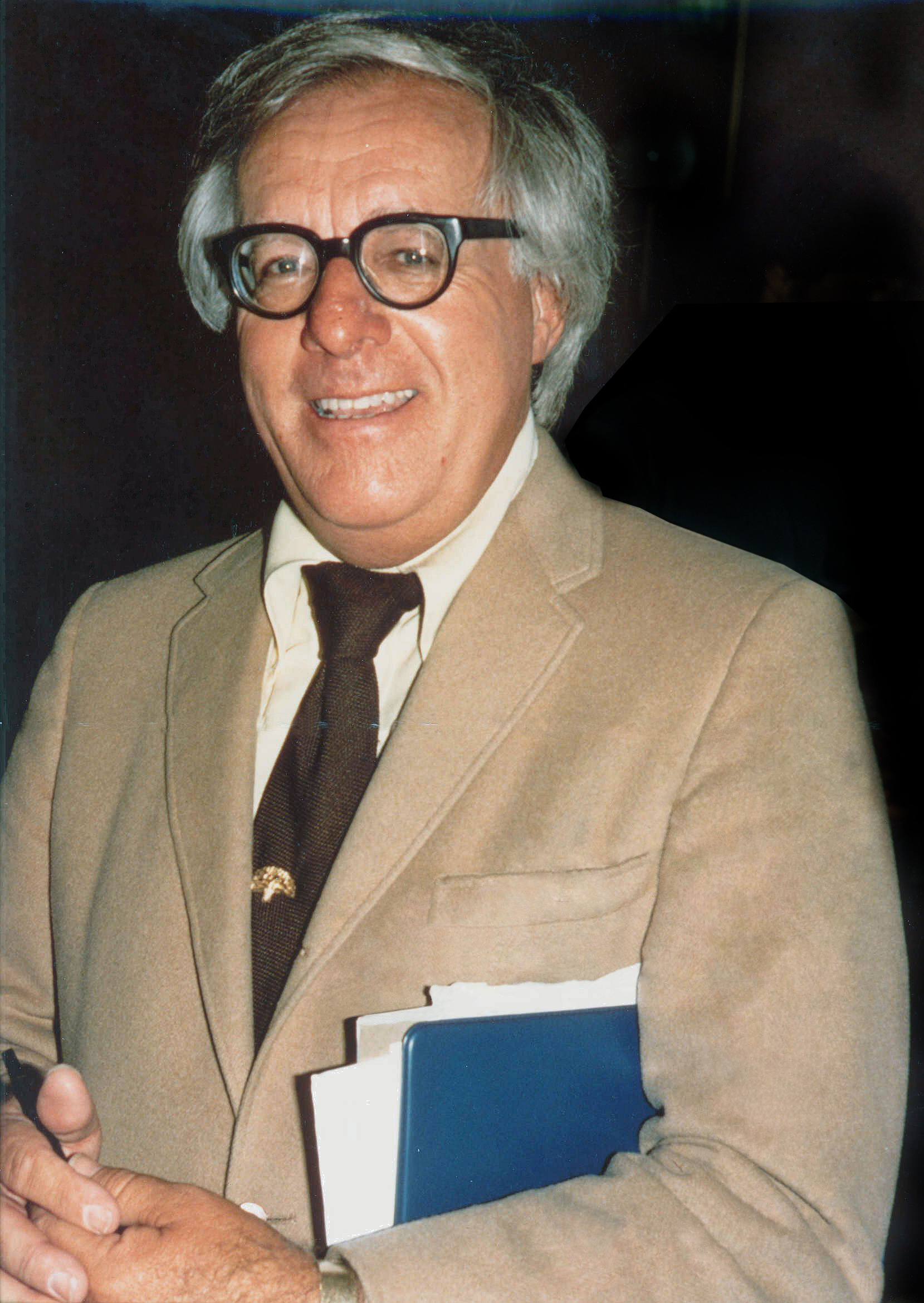
Рэй Брэдбери, 1975 год
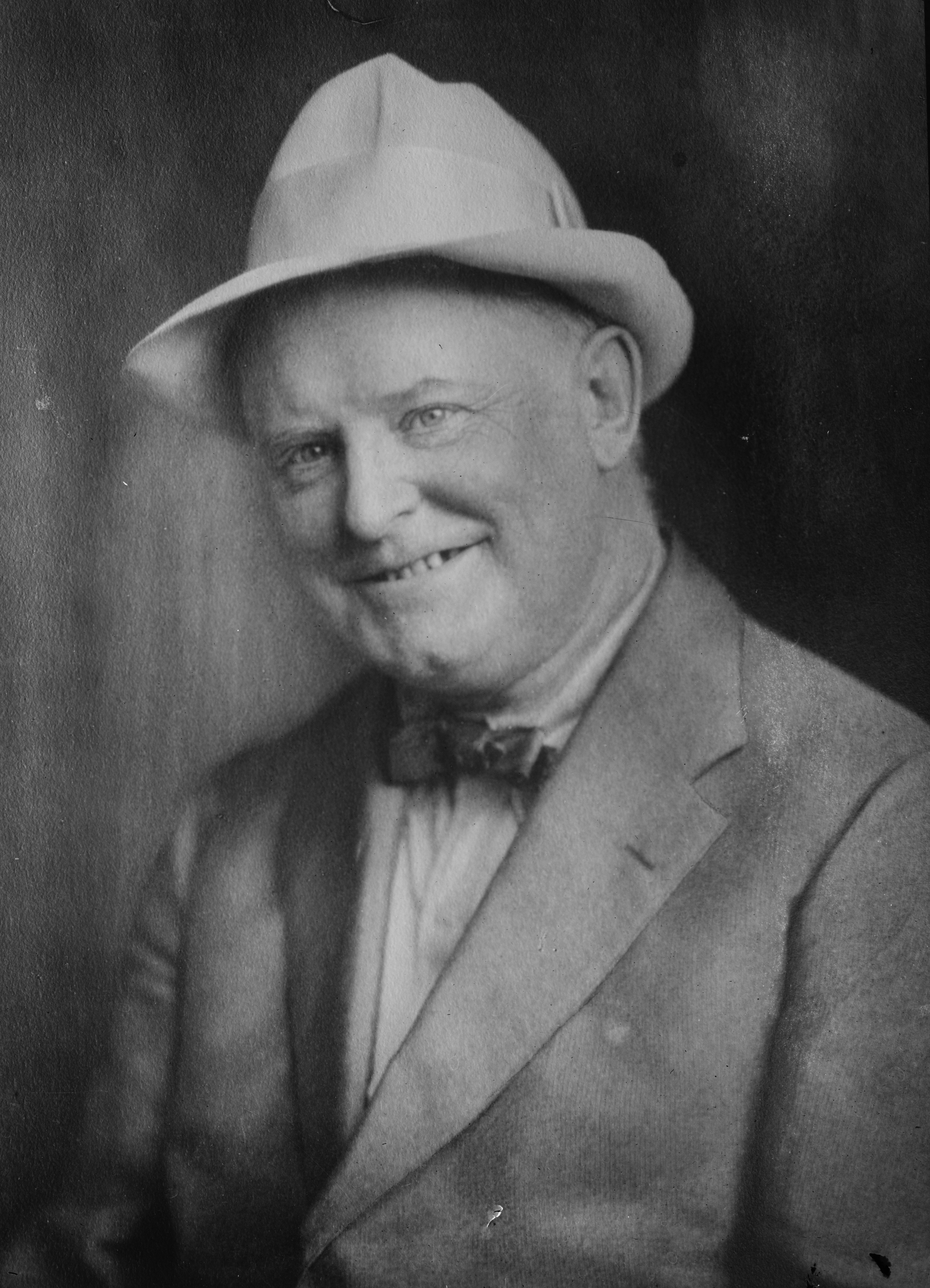
Уильям Аллен Уайт, 1944 год

### Общественные заслуги
| Год  | Лауреат                                                                         | Комментарий |
| ---- | ------------------------------------------------------------------------------- | --- |
| 1944 | Новостной редактор Уильям Аллен Уайт (почётный свиток вручён посмертно вдове)   | «Высокая оценка участия и служения господина Уайта в течение последних семи лет в качестве члена Консультативного совета Высшей школы журналистики Колумбийского университета».                                       |
| 1947 | Колумбийский университет и Высшая школа журналистики Колумбийского университета | Специальное упоминание «за усилия по сохранению и повышению высоких стандартов Пулитцеровской премии». |
| 1948 | Общественный деятель Фрэнк Д. Факенталь                                         | «Почётный свиток, демонстрирующий высокую оценку участия и служения доктора Факентала в последние годы». |
| 1976 | Профессор Джон Хоэнберг                                                         | «Специальное упоминание и памятная табличка с подписями всех членов Совета премии, выразивших признательность за 22-летнюю службу в качестве администратора награды и за достижения в качестве учителя и журналиста». |
| 1987 | Издатель Джозеф Пулитцер-младший                                                | Специальное упоминание «за выдающиеся заслуги перед американской журналистикой на протяжении 31 года в качестве председателя Совета Пулитцеровской премии, а также за достижения в качестве редактора и издателя».    |

Лауреаты Особого упоминания Пулитцеровской премии. Общественные заслуги
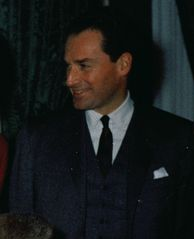
Джозеф Пулитцер-младший, 1961 год